# ييتشون
ييتشون (بالصينية: 伊春市 )‏ هي مدينة على مستوى محافظة، في جمهورية الصين الشعبية، تتبع هيلونغجيانغ، تبلغ مساحتها 32,759 كيلومتر مربع، رمزها البريدي هو 153000.

## مدن توأم
المدن التوأم:
- باد ويلدونغن.

## التقسيمات الإدارية
- Yichun District [الإنجليزية]‏
- Nancha County [الإنجليزية]‏
- Youhao District [الإنجليزية]‏
- Xilin District [الإنجليزية]‏
- Cuiluan District [الإنجليزية]‏
- Xinqing District [الإنجليزية]‏
- Meixi District [الإنجليزية]‏
- Jinshantun District [الإنجليزية]‏
- Wuying District [الإنجليزية]‏
- Wumahe District [الإنجليزية]‏
- Tangwanghe District [الإنجليزية]‏
- Daqingshan County [الإنجليزية]‏
- Wuyiling District [الإنجليزية]‏
- Hongxing District [الإنجليزية]‏
- Shangganling District [الإنجليزية]‏
- Jiayin County [الإنجليزية]‏
- تيلي.

## أعلام
- وانغ لينا